# Manáslu
Manáslu (मनास्लु, známá také jako Kutang) je s 8163 metry (podle jiných pramenů 8156 m) osmou nejvyšší horou světa. Nachází se v pohoří Mansiri Himal v oblasti nepálského Himálaje. Název pochází ze sanskrtu a lze jej přeložit jako „Hora ducha“. Manáslu je nejvyšším vrcholem masívu Gurkha a leží asi 70 km východně od osmitisícové Annapurny. Ze svahu hory stékají do údolí ledovce Manáslu, Pungen a Thulagi. Manáslu je také druhou nejvyšší horou na území Nepálu.

## Prvovýstup
Vrchol Manáslu poprvé zdolali dne 9. května 1956 japonský horolezec Toshio Imanishi a nepálský šerpa Gyalzen Norbu, členové japonské expedice. Druhý den je následovali ještě Kichiro Kato a Minoru Higeta.
Nižší východní vrchol Manáslu (7895 m) byl poprvé zlezen v roce 1986 (viz níže). Severní Manáslu (7157 m) zlezla poprvé česká výprava v roce 1979 a z české ženské výpravy v roce 1980 Jana Koukalová a Božena Marušincová-Nývltová S hřebenem (na obrázku vpravo).

### Historie hory
Manáslu stojí v centrálním Nepálu a byla proto nepřístupná z politických důvodů až do roku 1949. V roce 1950 ji prozkoumal britský cestovatel a horolezec William Tilman, držitel výškového rekordu výstupem na Nandá Déví (7816 m) z roku 1936. V letech 1952, 1953 a 1955 se o výstup na Manáslu pokoušeli Japonci SV úbočím. Ve třetím případě dosáhli výšky 7750 m.
- 1956 – SV úbočí. Japonci se vrací k Manáslu daří se jim prvovýstup na její vrchol (viz výše). Jejich výstup je dnes klasickou cestou k vrcholu.

Druhý výstup klasickou cestou zkoušejí Korejci v letech 1971 a 1972. Druhá expedice končí jedním z největších neštěstí v Himálaji, když v lavině přichází o život 15 jejích členů. Druhý výstup klasickou cestou se pak daří až německé výpravě roku 1973.
V roce 1974 vystupuje na Manáslu klasickou cestou japonská ženská expedice. Japonkám se tak daří první ženský výstup na osmitisícovku. Na vrchol hory vystoupily Naoko Nakaseko, Masako Uchida, Mieko Mori a Šerpa Jambu.
První zimní výstup na Manáslu se daří polským horolezcům v lednu 1984. Klasickou cestou stoupají k vrcholu Maciej Berbeka a Ryszard Gajewski.
- 1971 – SZ pilíř. Další japonská expedice podniká druhý výstup na Manáslu novou cestou (vrcholové družstvo Kazuharu Kohara a Motoyoshi Tanaka).
- 1972 – J stěna. Rakouská expedice otevírá třetí trasu k vrcholu, na který vystupuje sólo Reinhold Messner. Jeho výstup byl později několikrát opakován. Výstup překonává 900m obtížný skalní pilíř, výše pokračuje „údolím Motýlů“ a levou částí J stěny.
- 1981 – Z stěna. Francouzi Pierre Beghin a Bernard Muller zlézají Manáslu novou velmi obtížnou cestou Z stěnou alpským stylem.
- 1984 – J hřeben. Po neúspěchu Slovinců před třemi lety dokončuje trasu J hřebenem polská expedice. Vrcholové družstvo tvoří Krzysztof Wielicki a Alexander Lwow.
- 1986 – V hřeben. Jerzy Kukuczka, Artur Hajzer z Polska a Mexičan Carlos Carsolio zlézají V vrchol Manáslu (7895 m) novou cestou alpským stylem, poté oba Poláci pokračují k hlavnímu vrcholu a sestupují klasickou cestou.
- 2006 – Kazaši Děnis Urubko a Sergej Samojlov zlézají alpským stylem novou cestu v SV stěně mezi klasickou cestou a V hřebenem.

Celkem vede k vrcholu Manáslu 7 cest. Z nich jen dvě byly opakovány. Možností nové trasy je přímá cesta středem J stěny a dosud nezlezená JV stěna.

### Výstupy českých horolezců
- 1989 – Josef Rakoncaj – Messnerova cesta J stěnou
- 1999 – Martin Minařík – klasická cesta SV úbočím
- 2006 – Zuzana Hofmannová, František Kolář, Pavel Matoušek[4] – klasická cesta SV úbočím
- 2009 – Radek Jaroš
- 2011 – Jan Trávníček, Jakub Vaněk
- 2014 – Tomáš Haničinec, Ladislav Nosek[5]
- 2015 – Pavel Bém (8. května 15:00) – klasická cesta SV úbočím, poté sjezd ze severního sedla na lyžích
- 2015 – Pavel Burda, Martin Ksandr, Jan Polášek, Martin Štourač, Karel Svoboda (všichni 1.10.), Tomáš Kučera (2.10.) – další členové dvou českých výprav nevystoupili na vrchol též kvůli záchraně rakousko-francouzské dvojice z C4, Martin a Karel sjeli z cca 7900 m na lyžích do BC[6], Jan Polášek je pravděpodobně nejmladší Čech/Čechoslovák (25 let), který kdy stál na vrcholu osmitisícovky.
- 2016 – Antonín Bělík a Vít Auermüller – 1.10.2016
- 2018 – Stanislav Hank, Michal Nikl, Roman Hlávko - klasická cesta, při sestupu zahynul Roman Hlávko
- 2021 – Jan Koukol, Milan Kott, Jan Trávníček
- 2022 - Marek Novotný
- 2024 - Matěj Gause (25. září 6:20) - normálkou z C3 na jediný pravý vrchol Manaslu
- 2024 - Matěj Bernát (23. září 10:30) - následoval první český sjezd z vrcholu na lyžích[7]
- 2024 - Jan Matiášek (24.září 16:06)
- 2024 - Petr Klement (24.září 11:40)